# Yamcha
Yamcha (ヤムチャ; Jamucsa; Hepburn: Yamucha) egy kitalált szereplő a Dragon Ball, Dragon Ball Z és Dragon Ball GT anime sorozatokban. Kezdetben Son Goku ellenfele, majd barátja és szövetségese lesz. Állandó kísérője az alakváltó repülő macska Macsek. Neve a kínai „yum cha” kifejezésből jön, ami azt jelenti, hogy „teát inni”.

## Megjelenés

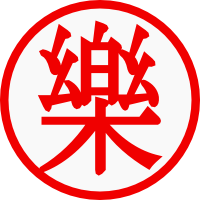
Yamcha jele

Yamcha egy magas, hosszú fekete hajú ember, akinek jellegzetes vonása, a szeménél lévő vágás. Ezt a vágást a 23. Harcművészetek Nagytornáját megelőző 3 évben szerezte, a pontos ok nem derül ki. Az androidok megérkezésétől kezdve a haját röviden viseli.
Amikor először megjelenik zöld felsőruházatot (kandzsival a közepén), sárga nadrágot, nyaknál egy kendőt, valamint kék cipőt és időnként kardot visel. Később, mint Zseniális Teknős tanítványa, az ő vörös gíjét kezdi el hordani. Később fehér inget, sárga öltönyt és nadrágot visel.

## Személyiség
Yamcha a sorozat elején Macsekkal együtt sivatagi banditák és így kerültek összetűzésbe Gokuékkal. Mikor meglátta Bulmát, kiderült, hogy nagyon zavarba tud jönni szép lányok hatására, ezért miután hallott róla, úgy döntött, hogy a kristálygömbök segítségével akar megszabadulni a szégyenlősségétől. Azonban nem sokkal később saját erőből győzi le a szégyenlősségét, és elkezd Bulmával járni. A kapcsolatuk nem mindig felhőtlen, többször meg is szakad, Dermesztő felbukkanásának idejére pedig végleg szakítanak. Ezek után szégyenlőssége egy kissé átcsapott a másik végletbe, és jóval inkább elkezdi keresni a másik nem társaságát (többek között később ezért szakítottak Bulmával), noha messze nem megy el olyan végletekig, mint mestere, Zseniális Teknős.
Yamcha egy nagyon életvidám és segítőkész szövetséges. Szeret harcolni, noha nem tulajdonít neki akkora jelentőséget, mint a csillagharcosok vagy Ifjú Sátán (Piccolo), és többet foglalkozik az élet egyéb területeivel (pl.: autóvezetés, baseball). Alapjában véve határozott harcos, azonban ismeri a határait és igyekszik elkerülni a harcot nála sokkal erősebb ellenfelekkel. Tensinhannal baráti rivalizálást folytat.

## Képességek
Noha harci tudásban és erőben nem ér föl a csillagharcosokig vagy és Ifjú Sátánig, képességei így is messze az átlagemberek fölé emelik őt.
Technikák, képességek
- Kí-érzékelés/rejtés: Mások energiáinak érzékelése, saját energiajel álcázása. Ezt a képességet Zseniális Teknősnél tanulta.
- Bukudzsucu: Yamcha képes repülni a kíje segítségével.
- Kamehameha: A Dragon Ball legismertebb mozdulata, egy kí-sugár, amit a két kézből lőnek. Ennél a mozdulatnál Yamcha először a két kezét begörbített ujjakkal maga elé teszi, majd ilyen állásban oldalra és a lövés pillanatában megint maga elé tesz.
- Szókidan: Yamcha jellegzetes mozdulata: egy sárga kí-gömb, amit Yamcha különféle kézmozdulatokkal szabadon irányíthat.
- Rogafufu-ken: Yamcha másik jellegzetes támadása. Egy ütés- és rúgássorozat, mely közben Yamcha mögött egy farkasanimáció jelenik meg.
- Telepátia: Yamcha képes gondolati úton üzenni másoknak.

A Dragon Ball Z-ben Vegita és Nappa Földre érkezésekor meghal, de később feltámad a kristálygömbök segítségével.

## Fordítás
- Ez a szócikk részben vagy egészben  a   Yamcha című angol Wikipédia-szócikk fordításán alapul.  Az eredeti cikk szerkesztőit annak laptörténete sorolja fel. Ez a jelzés csupán a megfogalmazás eredetét és a szerzői jogokat jelzi, nem szolgál a cikkben szereplő információk forrásmegjelöléseként.